# Peter Piroth
Peter Piroth (* 19. Mai 1951; † Mai 2025) war ein deutscher Fußballspieler.

## Sportlicher Werdegang
Piroth rückte 1970 beim SV Röchling Völklingen aus der Jugend in die in der zweitklassigen Regionalliga Südwest antretende Wettkampfmannschaft auf. Als Vizemeister hinter Borussia Neunkirchen zog der Mittelfeldspieler am Ende der Spielzeit 1971/72 in die Aufstiegsrunde zur Bundesliga ein, kam dort aber nicht zum Einsatz. In der folgenden Saison wurde punktgleich mit dem 1. FSV Mainz 05 erneut die Aufstiegsrunde erreicht und dieses Mal bestritt er vier der acht Spiele, erneut wurde der Sprung in die deutsche Beletage jedoch verpasst. Am Ende der Spielzeit 1973/74 qualifizierte er sich mit dem Klub als Tabellenvierter für die neu geschaffene 2. Bundesliga. Dort war der zwischenzeitlich zum Stammspieler aufgestiegene Mittelfeldspieler treibende Kraft, als die Mannschaft zu Beginn der Spielzeit 1975/76 zeitweise an der Tabellenspitze stand, ehe er verletzungsbedingt ausfiel. Gegen Saisonende kehrte er auf den Platz zurück und erreichte mit dem sechsten Tabellenplatz im Endklassement das beste Ergebnis der Vereinsgeschichte in der 2. Bundesliga. Trotz sportlichen Klassenerhalts am Ende der Spielzeit 1976/77 zog sich der Klub zurück und mit Piroth als Stammkraft gelang in der Amateurliga Saarland 1978 als Vizemeister die Qualifikation für die neu eingeführte Oberliga Südwest. Dort wurde der Klub in der Auftaktsaison 1978/79 Meister und kehrte in die 2. Bundesliga zurück. Dort bestritt Piroth noch einmal 34 Saisonspiele, der Aufsteiger beendete die Spielzeit 1979/80 jedoch auf einem Abstiegsplatz.
Piroth schloss sich nach dem Abstieg dem ambitionierten baden-württembergischen Oberligisten FV Biberach an, der im Sommer 1980 mit der Verpflichtung von vormaligen Profispielern wie unter anderem Ninoslav Crnjanin, Jürgen Miles und Helmut Roth sowie Cheftrainer Klaus-Peter Jendrosch nach oben strebte. Die Oberliga-Spielzeit 1980/81 endete mit einem sechsten Platz, nach vier Toren in 27 Spielen verließ Piroth den Klub nach nur einer Saison wieder und spielte erneut für den SV Röchling Völkling im oberklassigen Amateurbereich.
Noch in hohem Alter musste Piroth sich Geld als Verkäufer bei einem Bäcker hinzuverdienen.